# Te Haupa Island
Te Haupa Island, auch Saddle Island genannt, ist eine kleine schmale Insel vor der Ostküste der Region des Auckland Councils im Norden der Nordinsel von Neuseeland.

## Geographie
Die Insel befindet sich rund 1,5 km östlich des Zugangs zum Mahurangi Harbour und rund 14 km südöstlich von Warkworth vor der Ostküste des ehemaligen Rodney District. Te Haupa Island zählt zum Einzugsgebiet des Hauraki Gulf.
Die gänzlich bewaldete Insel, die sich über eine Fläche von rund 4 Hektar ausdehnt, erstreckt sich über eine Länge von rund 660 m in Nord-Süd-Richtung und besitzt eine maximale Breite von rund 120 m in Ost-West-Richtung. Die höchste Erhebung der Insel befindet sich mit 35 m im südlichen Teil des langen Eilands. Bis zum Festland nach Nordwesten sind rund 950 m zu überbrücken und nach Westsüdwesten sind es mit rund 15 km fast das Doppelte.
Die einzige Nachbarinsel, Motuora Island, ist rund 3,4 km östlich zu finden.